# Vade retro Satana
Vade retro Satana (Træd tilbage, Satan!) er en katolsk formel brugt i et djævleuddrivelsesritual. Traditionelt tilskrives formlen den hellige Benedikt (480-547).
Den latinske tekst og dens ordrette oversættelse:
Crux Sancta Sit Mihi Lux 
Lad det Hellige Kors være mit lys
Non Draco Sit Mihi Dux 
Lad ikke dæmonen være min fører
Vade Retro Satana  
Træd tilbage, Satan
Numquam Suade Mihi Vava  
Frist mig aldrig med forfængelige ting
Sunt Mala Quae Libas   
Det du tilbyder mig er ondt
Ipse Venena Bibas    
Drik selv din egen gift
Verset Vade retro Satana er givetvis inspireret af Jesu ord sagt til Peter fra den latinske oversættelse af Markusevangeliet (8:33): "Vade retro me, Satana!" (Vig bag mig, Satan!).